# Wakaya
Wakaya is een eiland in de Lomaiviti-archipel in Fiji, 18 km ten oosten van Ovalau. Het heeft een oppervlakte van 8 km².
Het eiland werd in 1973 gekocht door David Gilmour die het eiland ontwikkelde. Hij legde er wegen aan, voorzag het van drinkwater en stichtte er een stadje. Het eiland is nog steeds privébezit.